# QUICC
A QUICC (az angol Quad Integrated Communications Controller rövidítése, jelentése kb. ‘négyszeres, integrált kommunikációs vezérlő’) egy Motorola 68000-alapú mikrovezérlő, amelyet a Freescale Semiconductor gyártott, leginkább a távközlési piacot célozva meg ezzel. 1993-ban jelent meg, de alkotórészei már korábban készenálltak. Az elnevezésben szereplő „négyszeres” szó abból adódott, hogy az eszköz négy soros kommunikációs vezérlőt (SCC) tartalmaz.

## Történet
Az eredeti QUICC az MC68302-n alapuló Motorola 68360 (MC68360) volt. Ezt követték a PowerPC-alapú PowerQUICC I, PowerQUICC II, PowerQUICC II+ és PowerQUICC III modellek.
A Motorolánál 1994-ben kezdtek dolgozni a QUICC kommunikációs processzormoduljának (a későbbiekben CPM) és a PowerPC mag integrálásán. A PowerPC magok előnyösebbek, mivel nagyobb integrációt biztosítanak, így több perifériás funkciót lehet mellettük elhelyezni, kisebb fogyasztás és hőtermelés mellett. Az eszközökben tehát a cég leváltotta a 68k típusú magokat, ezután az elnevezés a csipcsaládot felváltó PowerQUICC sorozatban folytatódott tovább. Az első PowerQUICC processzor 1995-ben debütált az MPC860 bemutatásával.

## Leírás
Az MC68360 egyetlen csipbe integrált mikroprocesszor és több periféria kombinációja. Felépítésében az integrált mikroprocesszor végzi az egység irányítását, ezen keresztül lehet a perifériákat beállítani és működésüket vezérelni. A mikroprocesszor CPU32 típusú, a 68k sorozatba tartozó típus, belső szervezése 32 bites. Teljesen statikus processzor, ezért órajele 0 és 25 MHz között változtatható.
A vezérlő képes megosztani a fő rendszersínét, és kikapcsolt processzorral, szolga üzemmódban működni, így több QUICC egység összekapcsolható. A vezérlő belső memóriákat, több általános rendeltetésű (négy 16 bites, két 32 bites) időzítőt, két független DMA vezérőt, szoftveres watchdogot, szintetizátort, üzemmódvezérlőket, JTAG támogatást, megszakításvezérlőket tartalmaz egy külön integrációs modulban (System Integration Module, SIM60).
Az alacsonyabb rendű funkciókat, például az időzítéseket és a bit-szintű műveleteket egy beépített RISC processzor végzi, a „Communications Processor Module”, CPM egységben, amelynek a működését letölthető mikrokód vezérli. Ez 2 független belső DMA és 14 soros DMA átvitel kezelésére képes. Ez a belső CPM változatlanul öröklődött az MC68302-tól egészen a PowerQUICC processzorokig, azzal az eltéréssel, hogy a későbbi modellekben elérte a 33 és 50 MHz-es órajelet.
A soros kommunikációs egységek szintén a CPM egységhez tartoznak négy SCC (serial communications controller, soros kommunikációs vezérlő), két soros irányítóegység (serial management controller, SMC), és egy soros perifériás interfész (SPI). Ezek különböző protokollok kezelésére képesek, például Ethernet/IEEE 802.3 10 Mbps támogatással, HDLC/SDLC, AppleTalk, UART, V.14, X.21, ISDN, ATM protokoll.
A QUICC eszközök C nyelven programozhatók, a Motorola/Freescale által kínált fejlesztőeszközök segítségével.

## Alkalmazások
A QUICC csipeket a Motorola mobil bázisállomásokban alkalmazta.
Az MC68360-at előszeretettel használták különböző beágyazott rendszeralkalmazásokban, többek között:
- hálózati berendezések: routerek, kapcsolók és egyéb hálózati eszközök
- ipari vezérlőrendszerek: PLC-k, motorvezérlő egységek és folyamatautomatizálási rendszerek
- távközlési infrastruktúra: bázisállomások, modemek és kommunikációs átjárók
- autóelektronika: motorvezérlő egységek (ECU-k) és információs rendszerek[7]

A QUICC eszközökről a Motorola a PowerQUICC eszközökre való áttérést javasolta az újabb sorozat megjelenésével. Több PowerQUICC II+ kialakítás már SATA vezérlőkkel is rendelkezik SAN alapú alkalmazásokhoz. A PowerQUICC CPU-kon és kártyákon Linux környezet használható. A Freescale egy valós idejű operációs rendszert is kínál a PPC processzoros eszközökhöz, az MQX mevűt.

## Fordítás
Ez a szócikk részben vagy egészben  a   QUICC című angol Wikipédia-szócikk ezen változatának fordításán alapul.  Az eredeti cikk szerkesztőit annak laptörténete sorolja fel. Ez a jelzés csupán a megfogalmazás eredetét és a szerzői jogokat jelzi, nem szolgál a cikkben szereplő információk forrásmegjelöléseként.